# Lista över skräckfilmer

## Giallo
1. 1964: Blood and Black Lace
2. 1985: Tenebre

## Kannibalfilm
1. 1980: Cannibal Holocaust
2. 1981: Cannibal Ferox
3. 1993: Alive

## Slasher
1. 1971: A bay of blood
2. 1978: Halloween (1978)
3. 1980: Fredagen den 13:e
4. 1984: Terror på Elm Street
5. 1996: Scream (1996)

## Splatter
1. 1981: Huset Vid Kyrkogården
2. 1981: E tu vivrai nel terrore - L'aldilà (The Beyond)
3. 1985: Toxic Avenger
4. 1987: Hellraiser
5. 1992: Braindead
6. 1997: Evil Ed
7. 1999: Terror Firmer

## Vampyrfilm
1. 1922: Nosferatu
2. 1931: Dracula (1931)
3. 1967: Vampyrernas natt
4. 1988: The Lost Boys
5. 1992: Dracula (1992)
6. 1996: From Dusk Till Dawn